# هيرمان ميلر (كاتب)
هيرمان ميلر (بالإنجليزية: Herman Miller)‏ هو منتج أفلام وكاتب سيناريو أمريكي، ولد في 10 نوفمبر 1919، وتوفي في 18 أبريل 1999 في لوس أنجلوس في الولايات المتحدة.

## وصلات خارجية
- هيرمان ميلر على موقع IMDb (الإنجليزية)
- هيرمان ميلر على موقع ألو سيني (الفرنسية)
- هيرمان ميلر على موقع أول موفي (الإنجليزية)
- هيرمان ميلر على موقع قاعدة بيانات الأفلام السويدية (السويدية)
- هيرمان ميلر على موقع قاعدة بيانات الفيلم (الإنجليزية)
- هيرمان ميلر على موقع كينوبويسك (الروسية)